# Pograbek
Pograbek – polski film fabularny w reżyserii Jana Kolskiego z 1992 roku.

## Opis fabuły
Film opowiada losy małżeństwa Pograbka i Kuśtyczki. Pograbek zajmuje się zabijaniem starych, wyeksploatowanych zwierząt gospodarczych, zwłaszcza koni. Dramatem obojga jest to, że nie mogą mieć dzieci. Pograbek zbiera zarobione pieniądze na adopcję dziecka od ciężarnej sąsiadki. Jednak ta wycofuje się z umowy i sugeruje, aby do zapłodnienia Kuśtyczki zaangażować znanego ze swojej atrakcyjności pomocnika kowala – Heńka Materkę. Wszyscy godzą się na takie rozwiązanie, jednak Materka uwodzi Kuśtyczkę wdziękiem swojej rymowanej mowy i zabiera ją do siebie. Mąż staje do walki o żonę i wygrywa.

## Obsada
- Mariusz Saniternik – jako Pograbek
- Grażyna Błęcka-Kolska – jako Kuśtyczka, żona Pograbka
- Franciszek Pieczka – jako Kaczuba
- Elżbieta Dębska – jako Julka
- Tadeusz Szymków – jako Heniek Materka
- Lech Gwit – jako Stasina, mąż Julki
- Ewa Kamas(inne języki) – jako Kaczubowa

## Nagrody
- 1993 – Jan Jakub Kolski Don Kichot – jako Nagroda PF DKF XXIII Lubuskie Lato Filmowe
- 1993 – Jan Jakub Kolski nagroda Prezesa Komitetu ds. Radia i Telewizji; XXIII Lubuskie Lato Filmowe
- 1992 – Jan Jakub Kolski – nagroda Wschodnioeuropejskiego Funduszu Scenariuszowego FPFF